# Gross Misconduct
Gross Misconduct – trzeci album studyjny amerykańskiej grupy M.O.D., utrzymany w stylu crossover thrash. Autorem projektu graficznego okładki jest Craig Hamilton.

## Lista utworów
1. "No Hope" – 4:12
2. "No Glove No Love" – 2:02
3. "True Colors" – 3:48
4. "Accident Scene" – 3:12
5. "Godzula" – 2:26
6. "E Factor" – 3:08
7. "Gross Misconduct" – 4:03
8. "Satan's Cronies" – 2:36
9. "In the City" – 1:57
10. "Come As You Are" – 2:45
11. "Vent" – 0:13
12. "Theme" – 2:06
13. "P.B.M." – 1:18
14. "The Ride" – 5:00

## Muzycy biorący udział w nagraniu
- Billy Milano – wokal
- Louie Svitek – gitara
- John Monte – gitara basowa
- Tim Mallare – perkusja